# Gander Bay South
Gander Bay South is een local service district (LSD) en designated place (DPL) op het eiland Newfoundland in de Canadese provincie Newfoundland en Labrador.

## Geografie
Het in 1983 opgerichte local service district Gander Bay South bevindt zich aan het zuidoostelijke uiteinde van Gander Bay, een baai aan de noordkust van Newfoundland. Het LSD bestaat uit het dorp Harris Point en het gehucht Georges Point. Het betreft een enkele bewoningskern daar Harris Point in het zuiden met Georges Point vergroeid is.
Alle plaatsen zijn gelegen aan provinciale route 330. Ter hoogte van het centrum van Harris Point maakt de Gander Bay Causeway (deel van de NL-331) de oversteek over de baai naar Clarke's Head, een plaats in het LSD Gander Bay North.

## Demografie
Demografisch gezien schommelt de designated place Gander Bay South steeds rond een inwoneraantal van zo'n 310 à 330. In 2016 hadden alle inwoners er het Engels als moedertaal, niemand was een tweede taal machtig.
| Demografische ontwikkeling van Gander Bay South tussen 2001 en 2021        |
| -------------------------------------------------------------------------- |
|                                                                            |
| Bron: Statistics Canada (1951–1986, 1991–1996, 2001–2006, 2011–2016, 2021) |